# Philip Green (Komponist)
Philip „Phil“ Green (* 19. Juli 1911 in London-Whitechapel, Vereinigtes Königreich; † 6. Oktober 1982 in Dublin, Irland) war ein britischer Pianist, Komponist und Filmkomponist.

## Leben
Phil Green erhielt ab dem siebten Lebensjahr Klavierunterricht und wurde angesichts seines großen Talents im Alter von 13 Jahren mit einem Stipendium des berühmten Trinity College of Music seiner Heimatstadt London bedacht. Mit 19 verpflichtete man ihn bereits als Dirigent am Prince of Wales Theatre am Londoner Leicester Square. Etwas später verpflichtete ihn die Schallplattenfirma EMI als deren musikalischen Leiter. In dieser Funktion war Green darüber hinaus beim Rundfunksender BBC tätig. Als Pianist nahm Green an zahlreichen Aufnahmen von Musiksendungen teil, die auch auf Platte gepresst wurden. Kooperationen brachten ihn unter anderem mit Teddy Foster, Henry Jacques, The New Mayfair Dance Orchestra, Harry Roy und Jack Simpson zusammen. Für Decca Records war Phil Green als deren Hausarrangeur und -dirigent tätig.
Obwohl Phil Green bereits während des Zweiten Weltkriegs erste Kontakte zum Film geknüpft hatte, entschloss er sich erst unmittelbar nach Kriegsende zu einem Berufswechsel. Seine ersten Kompositionen verfasste Green noch ungenannt, ab 1948 erhielt er Namensnennungen. In nur zwanzig Arbeitsjahren vertonte Phil Green nahezu einhundert Filme, bei den meisten war er überdies als sein eigener Arrangeur und Dirigent tätig. Das Gros dieser Produktionen war „schlichte Massenzerstreuung ohne allzu großen künstlerischen Anspruch“. In den 1960er Jahren vertonte er auch Krimiserien für das britische Fernsehen. Zeitweilig war Philip Green auch musikalischer Leiter der Rank Organisation aktiv. Nach dem Ende seiner Filmarbeit übersiedelten er und seine Frau Dorothy nach Irland. Dort konzentrierte sich Philip Green auf die Komposition religiöser Musikstücke.

## Filmografie
- 1946: While the Sun Shines
- 1948: Unschuldig verurteilt (For Them That Trespass)
- 1949: Mann im Netz (Man on the Run)
- 1949: Saints and Sinners
- 1950: The Reluctant Widow
- 1950: Mord ohne Mörder (Murder Without Crime)
- 1951: Mit Küchenbenutzung (Young Wives’ Tales)
- 1951: The Franchise Affair
- 1952: 24 Hours of a Woman’s Life
- 1953: Die blonde Spionin (Park Plaza 605)
- 1953: Conflict of Wings
- 1954: Golden Ivory
- 1955: Verliebt in eine Königin (John and Julie)
- 1955: Ich und der Herr Minister (Man of the Moment)
- 1956: Ich und die Frau Gräfin (Up in the World)
- 1956: Faustrecht in Kenia (Escape in the Sun)
- 1956: Flucht in die Tropennacht
- 1957: Ein Spatz in der Hand (Just My Luck)
- 1957: Kleine Übeltäter (Innocent Sinners)
- 1957: Kinder der Straße (Violent Playground)
- 1957: Rooney
- 1958: Gegen Sitte und Moral (A Question of Adultery)
- 1958: Wütende See (Sea Fury)
- 1959: Operation Amsterdam (Operation Amsterdam)
- 1959: Das Mädchen Saphir (Sapphire)
- 1959: Bobbikins
- 1959: Der nackte Spiegel (The Shakedown)
- 1959: Munter und lebendig (Alive and Kicking)
- 1959: Die Herren Einbrecher geben sich die Ehre (The League of Gentlemen)
- 1960: Hochverrat mit Hindernissen (A Touch of Larceny)
- 1960: Ein Nerz an der Angel (Make Mine Mink)
- 1960: Das Signal steht auf Rot (Piccadilly Third Stop)
- 1960: Der unheimliche Komplize (The Secret Partner)
- 1960: Schwarze Fackel (Flame in the Streets)
- 1960: Sommer der Verfluchten (The Singer Not the Song)
- 1961: Tiara Tahiti (Tiara Tahiti)
- 1961: Der Teufelskreis (Victim)
- 1961: Die heiße Nacht (All Night Long)
- 1961: Alles dreht sich um den Hund (In the Doghouse)
- 1962: Im Namen des Teufels
- 1962: The Man Who Finally Died
- 1962: Two Left Feet
- 1963: Bettgelächter (A Stitch in Time)
- 1963: It’s All Happening (auch Produktion)
- 1963: Der Killer wird gekillt (The Girl Hunters)
- 1964: Agenten lassen bitten (Masquerade) (Masquerade)
- 1964: Heiße Ware – Kalte Füße (The Intelligence Men)
- 1965: Joey Boy
- 1966: The Yellow Hat